# Каламазу (Мичиген)
Каламазу (енгл. Kalamazoo) град је у америчкој савезној држави Мичиген. По попису становништва из 2010. у њему је живело 74.262 становника.

## Демографија
Према попису становништва из 2010. у граду је живело 74.262 становника, што је 2.883 (3,7%) становника мање него 2000. године.
| Група             | 2000.          | 2010.          |
| Белци             | 53.589 (69,5%) | 48.752 (65,6%) |
| Афроамериканци    | 15.924 (20,6%) | 16.460 (22,2%) |
| Азијати           | 1.847 (2,4%)   | 1.279 (1,7%)   |
| Хиспаноамериканци | 3.304 (4,3%)   | 4.736 (6,4%)   |
| Укупно            | 77.145         | 74.262         |